# Pablo
Pablo ist ein männlicher Vorname sowie Familienname.

## Herkunft und Bedeutung
Pablo ist die spanische Form des Vornamens Paul.

## Varianten
| Sprache        | Übersetzung | Sprache     | Übersetzung     |
| -------------- | ----------- | ----------- | --------------- |
| Galicisch      | Paulo       | Dänisch     | Poul oder Pouel |
| Katalanisch    | Pau         | Norwegisch  | Paulus          |
| Französisch    | Paul        | Schwedisch  | Paul oder Pål   |
| Italienisch    | Paolo       | Russisch    | Павел (Pável)   |
| Portugiesisch  | Paulo       | Tschechisch | Pavel           |
| Englisch       | Paul        | Polnisch    | Paweł           |
| Deutsch        | Paul        | Slowakisch  | Pavol           |
| Niederländisch | Paulus      | Finnisch    | Paavo           |
| Baskisch       | Paul        | Griechisch  | Παύλος (Pavlos) |
| Ungarisch      | Pál         | Latein      | Paulus          |

## Namensträger

### Vorname (Auswahl)
- Pablo Aimar (* 1979), argentinischer Fußballspieler
- Pablo Alborán (* 1989), spanischer Liedermacher
- Pablo Andújar (* 1986), spanischer Tennisspieler
- Pablo Casado (* 1981), spanischer Politiker (PP)
- Pablo Centurión (1926–?), paraguayischer Fußballspieler
- Pablo Christiani († um 1274), jüdischer Konvertit und Hauptgegner von Nachmanides in der Disputation von Barcelona (1263)
- Pablo Contreras, (* 1978), chilenischer Fußballnationalspieler
- Pablo Escobar (1949–1993), kolumbianischer Drogenhändler
- Pablo Ferro (1935–2018), kubanischer Filmtiteldesigner
- Pablo Garibay (* 1978), mexikanischer Gitarrist
- Pablo Garrido (1905–1982), chilenischer Komponist
- Pablo Ibáñez, (* 1981), spanischer Fußballnationalspieler
- Pablo Iglesias Posse (1850–1925), spanischer Politiker, Gründer der PSOE
- Pablo Iglesias Turrión (* 1978), spanischer Politiker, Gründer von PODEMOS
- Pablo Larraín, (* 1976), chilenischer Filmregisseur
- Pablo Milanés (1943–2022), spanischer Liedermacher
- Pablo Neruda (1904–1973), chilenischer Schriftsteller
- Pablo Olmedo, (* 1975), mexikanischer Langstreckenläufer
- Pablo Paz (* 1973), argentinischer Fußballspieler
- Pablo Picasso (1881–1973), spanischer Maler
- Pablo Runyan (1925–2002), panamaischer Maler, Autor und Filmausstatter
- Pablo de Sarasate (1844–1908), spanischer Geiger und Komponist
- Pablo Zibes (* 1971), argentinischer Pantomime

### Familienname
- Augustus Pablo (1953–1999), jamaikanischer Musiker
- Coté de Pablo (* 1979), chilenisch-US-amerikanische Schauspielerin
- Luis de Pablo (1930–2021), spanischer Komponist
- Manuel Pablo (* 1976), spanischer Fußballspieler
- Michel Pablo (1911–1996), griechischer Trotzkist
- Nikita Pablo (* 1995), australische Synchronschwimmerin
- Petey Pablo (* 1973), US-amerikanischer Rapper